# Inno nazionale del Tibet
L'inno nazionale del Tibet (in tibetano:བོད་རྒྱལ་ཁབ་ཆེན་པོའི་རྒྱལ་གླུ།, Bod Rgyal Khab Chen Po'i Rgyal Glu), anche noto come Gyallu, è l'inno del Governo tibetano in esilio. Ad oggi severamente proibito dalla Repubblica Popolare Cinese, specialmente nella Regione Autonoma del Tibet, fu scritto da Trijang Rinpoce nel 1950. Il primo inno nazionale del Tibet fu, secondo Tashi Tsering, scritto da uno studioso tibetano durante l'epoca del settimo Dalai Lama tra il 1745 e il 1746.

## L'Inno
Gyallu è l' inno nazionale del governo tibetano in esilio e si concentra sulla radiosità del Buddha . Le parole furono scritte da Trijang Rinpoche intorno al 1950, ma non è chiaro se sia stato usato prima dell'incorporazione del Tibet nella Repubblica popolare cinese nel 1951 o dopo che il 14 ° Dalai Lama andasse in esilio in India nel 1960. 
Il primo rapporto di un inno del tibet (presumibilmente proprio Gyallu) risale al periodo compreso tra il 1949 e il 1950 (quando il Tibet stava già affrontando la minaccia di un'invasione da parte della Cina comunista), introdotto insieme a una serie di riforme volte a rafforzare il patriottismo tra il popolo tibetano. Un altro rapporto afferma che l'inno è stato presentato al 14º° Dalai Lama nel 1960 quando già era in esilio. 
Si dice che la melodia sia basata su un pezzo molto antico di musica sacra tibetana, e che i testi siano del tutore del Dalai Lama, Trijang Rinpoche. È stato usato dai tibetani in esilio sin da quando è stato presentato, sebbene sia tuttora censurato in Tibet poiché questo è parte della Cina.

## Testo

### Testo in tibetano
| Alfabeto tibetano | Pinyin tibetano | Traslitterazione Wylie | Trascrizione AFI |
| --- | --- | --- | --- |
| སྲིད་ཞིའི་ཕན་བདེའི་འདོད་རྒུ་འབྱུང་བའི་གཏེར། ཐུབ་བསྟན་བསམ་འཕེལ་ནོར་བུའི་འོད་སྣང་འབར། བསྟན་འགྲོའི་ནོར་འཛིན་རྒྱ་ཆེར་སྐྱོང་བའི་མགོན། འཕྲིན་ལས་ཀྱི་རོལ་མཚོ་རྒྱས། རྡོ་རྗེའི་ཁམས་སུ་བརྟན་པས་ཕྱོགས་ཀུན་བྱམས་བརྩེས་སྐྱོང། གནམ་བསྐོས་དགའ་བ་བརྒྱ་ལྡན་དབུ་འཕང་དགུང་ལ་རེག ཕུན་ཚོགས་སྡེ་བཞིའི་མངའ་ཐང་རྒྱས། བོད་ལྗོངས་ཆོལ་ཁ་གསུམ་གྱི་ཁྱོན་ལ་བདེ་སྐྱིད་རྫོགས་ལྡན་གསར་པས་ཁྱབ། ཆོས་སྲིད་ཀྱི་དཔལ་ཡོན་དར། ཐུབ་བསྟན་ཕྱོགས་བཅུར་རྒྱས་པས་འཛམ་གླིང་ཡངས་པའི་སྐྱེ་རྒུ་ཞི་བདེའི་དཔལ་ལ་སྦྱོར། བོད་ལྗོངས་བསྟན་འགྲོའི་དགེ་མཚན་ཉི་འོད་ཀྱིས། བཀྲ་ཤིས་འོད་སྣང་འབུམ་དུ་འཕྲོ་བའི་གཟིས། ནག་ཕྱོགས་མུན་པའི་གཡུལ་ལས་རྒྱལ་གྱུར་ཅིག། | Sixii pändei dögu jungwai der, Tudän sampel norpui önang bar. Dänzhoi norzin gyaqer gyongwai gön, Chinlä gyi rolco gyä, Dorjei kamsu dänbä, qogün qamze gyong, Namgö gawa gyadän, wu-pang gungla re Pünco dexii nga-tang gyä Pöjong qölka, sumkyi kyönla degyi zodän sarbä kya. Qösigyi bälyon tar Tudän qo jur gyäbä zamling yangbai gyegu xidei bälla jor. Pöjong dänzhoi gecän nyi-ö-gyi Zhaxi önang bumtu chowai si, Na qo münbai yül lä, gyäl kyur ji. | sri zhi’i phan bde’i ‘dod rgu ‘byung ba’i gter/ thub bstan bsam ‘phel nor bu’i ‘od snang ‘bar/ bstan ‘gro’i nor ‘dzin rgya cher skyong ba’i mgon/ ‘phrin las kyi rol mtsho rgyas/ rdo rje’i khams su brtan pas phyogs kun byams brtses skyong / gnam bskos dga’ ba brgya ldan dbu ‘phang dgung la reg phun tshogs sde bzhi’i mnga’ thang rgyas/ bod ljongs chol kha gsum gyi khyon la bde skyid rdzogs ldan gsar pas khyab/ chos srid kyi dpal yon dar/ thub bstan phyogs bcur rgyas pas ‘dzam gling yangs pa’i skye rgu zhi bde’i dpal la sbyor/ bod ljongs bstan ‘gro’i dge mtshan nyi ‘od kyi/ bkra shis ‘od snang ‘bum du ‘phro ba’i gzis/ nag phyogs mun pa’i g.yul las rgyal gyur cig/ | [siʔ˥.ʑiː˩ pʰɛ̃˥.deː˩ ⁿdøʔ˩.ɡu˩ ᶮd͡ʑuŋ˩.wɛː˩ teɾ˥ ǀ] [tʰu(p̚)˥.tɛ̃˥ sam˥.pʰel˥ noɾ˩.pʰyː˩ ʔ̞øʔ˩.naŋ˥ ᵐbaɾ˩ ǁ] [tɛ̃˥.ᶯʈ͡ʂøː˩ noɾ˩.ⁿt͡sĩː˩ ɟa˩.t͡ɕʰeɾ˥ coŋ˥.wɛː˩ ᵑɡø̃˩ ǀ] [ʈ͡ʂʰĩ˥.lɛʔ˩ ci˥ ǀ ɾʲoɫ˩.t͡sʰo˥ cɛʔ˩ ǀ] [doɾ˩.d͡ʑeː˩ kʰam˥.su˥ tɛm˥.pɛʔ˥ ǀ t͡ɕʰoʔ˥.kỹ˥ t͡ɕʰam˩.t͡seʔ˥ ɟoŋ˥ ǀ] [nam˥.køʔ˥ ɡaʔ˩.wa˩ ɟa˩.ⁿdɛ̃˩ ǀ (w)uʔ˩.pʰaŋ˥ ɡuŋ˩.la˩ ɾeʔ˩ ǀ] [pʰỹ˥.t͡soʔ˥ de˩.ʑiː˩ ŋa˥.tʰaŋ˥ ɟɛʔ˩ ǀ] [pʰøʔ.ᶮd͡ʑoŋ˩ t͡ɕʰøl˥.kʰa˥ sum˥.cʰi˩ cʰø̃˥.la˩ ǀ] [de˩.ɟiʔ˥ d͡zoʔ˩.dɛ̃˩ saɾ˥.pɛʔ˥ cʰa(p̚)˥ ǁ] [t͡ɕʰøʔ˥.siʔ˥.ci˥ pɛl˥.jõ˩ tʰaɾ˩ ǀ tʰu(p̚)˥.tɛ̃˥ t͡ɕʰoʔ˥.t͡ɕuɾ˥ ɟɛ˩.pɛ˥] [d͡zam˩.liŋ˥ jaŋ˩.pɛː˥ ce˥.gu˩ ʑi˩.deː˩ pɛl˥.la˩ d͡ʑoɾ˩ ǁ] [pʰøʔ.ᶮd͡ʑoŋ˩ tɛ̃˥.ᶯʈ͡ʂøː˩ ɡe˩.t͡sʰɛ̃˥ ɲi˩.ʔ̞øʔ˩.ci˥ ǀ] [ʈ͡ʂa˥.ɕi˥ ʔ̞øʔ˩.naŋ˥ ᵐbum˩.tʰu˩ ʈ͡ʂʰo˥.wɛː˩ ziʔ˩ ǀ] [naʔ˩.t͡ɕʰoʔ˥ mỹ˩.pɛː˥ jyl˥ lɛʔ˩ ǀ ɟɛl˩.cʰuɾ˩ t͡ɕiʔ˥ ǁ] |

#### In altri scritture
| Cirillico tibetano | Kana |
| --- | --- |
| Сижий пхәндей дөгу җуңвәй тер Тхубтән сампхел норбүй өнаң бар Тәнтрөй нордзийн гьачер кьоңвәй гөн Тринлә кьи рьолцхо гьә Дорҗей кхамсу тәмпә, чхокүн чхамце гьоң Намкө гаъва гьадән уъпхаң гуңла ре Пхүнцхо дежий ңатхаң гьә Бөньҗоң чхөлка сумгьи кхөнла дегьи дзодән сарпә кхьаб Чхөсийкьи пәлъйон дар Тхубтән чхочур гьәпә дзамлиң яңпәй кьегу жийдей пәлла җор Бөньҗоң тәндрөй гемцхән ньиъөкьи Траши өнаң бумду трховәй зий Начо мүнпәй йүл лә гьәлгьур чи. | シッジー ペンデー ドーィッグ ジュンウェ テール トゥッテン サンペール ノルビュー オーィッナン バール テンヂョ ノルズィン ギャチェル キョンウェ ギョン ヂンレ キー リョーツォ ギェー ドルジェ カンスー テンペー、チョッキュン チャンツェ ギョン ナンキョ ガーワー ギャーデン ウパン グンラ レッグ ピュンツォー デージン ガータン ギェー ビョンジョン チョーカ スンギー キョンラ デーギ ゾッデン ダルペー キャーッ チョーシキー ペヨン ダル トゥッテン チョッチュル ギェーペ ザンリン ヤンペー キェグ ジーデー ペーラ ジョール ビョンジョン テンジョー ゲンツェン ニーヨーキ ヂャシー オーィッナン ブンドゥー チョーウェ ジー ナッチョッ ミュンペ ユー レー ギェーギュール チッ。 |

### Traduzione letterale
La fonte della ricchezza temporale e spirituale di gioia e benefici illimitati
Il gioiello che soddisfa i desideri dell'Insegnamento del Buddha, emana luce radiosa
Il protettore della Dottrina e di tutti gli esseri senzienti
Con le sue azioni estende la sua influenza come un oceano
Con la sua eterna natura di Vajra
La sua compassione e amorevole cura si estendono agli esseri ovunque
Possa il regno celeste di Gawa Gyaden raggiungere le vette della gloria
E aumentare la sua quadruplice influenza e prosperità
Possa un'età d'oro di gioia e felicità diffondersi ancora una volta nelle contrade del Tibet
E possa il suo splendore temporale e spirituale sorgere di nuovo
Possa l'Insegnamento del Buddha diffondersi in tutte e dieci le direzioni e condurre tutti gli esseri
nell'universo verso la gloriosa pace
Possa il sole della fede e del popolo tibetano
Spargere innumerevoli raggi di luce propizia
E trionfare sempre sulle tenebre.